# Phyllidia orstomi
Phyllidia orstomi is een slakkensoort uit de familie van de Phyllidiidae. De wetenschappelijke naam van de soort is voor het eerst geldig gepubliceerd in 2001 door Valdés.